# Buty
But – okrycie stopy, kończyny. Jeden z najbardziej istotnych elementów ubioru ludzkiego, czasem zwierzęcego (końskie buty, tzw. klumpy).
Zwyczajowo buty mają podeszwy i mogą mieć cholewki osłaniające łydki. Jeżeli cholewki sięgają maksymalnie tylko do kostek lub brak jest cholewki, to takie buty określa się mianem półbuty.
Istnieje bardzo wiele rodzajów butów, wykonanych z różnych materiałów, przeznaczonych do określonych celów, różniących się między sobą kształtem, budową, wielkością i technologią wykonania. Często dodatkowym elementem buta jest wysoki lub niski obcas. 
Podstawowe elementy składowe buta: flek, obcas, podeszwa, podpodeszwa (brandzel), otok, ściółka (wyściółka), przyszwa, podszewka, obłożyna, cholewka, język, zapiętek, sznurowadło.
Do czyszczenia i nabłyszczania niektórych rodzajów butów używa się pasty do butów.
Semantycznie buty są pojęciem szerszym niż obuwie. Obuwia używają ludzie. Może być np. kot w butach, ale już nie w obuwiu. Znane są też specjalne buty zakładane na drabinę.
Niektóre typy butów:
- baletki, pointy
- balerinki
- boty, botki
- buty sportowe – w tym specyficzne:
  - buty narciarskie
  - buty wspinaczkowe
  - buty kolarskie
  - trampki, tenisówki, korki
  - buty biegowe z kolcami
  - buty taneczne (do tańca towarzyskiego)
- buty robocze (z noskami metalowymi), gumofilce
- buty wizytowe, lakierki
- chodaki
  - drewniaki (np. saboty, klompen, zoccoli)
- ciżemki
- espadryle
- kalosze
- kapcie
- kierpce
- klapki, japonki, laczki
- koturny
- kozaki, oficerki
- mokasyny
- półbuty
- szpilki
- sandały, caligae
- trzewiki, glany, sztyblety
- trzewiki (zbroja)
- trapery